# Сокаль, Бенуа
Бенуа́ Сока́ль (фр. Benoît Sokal; 28 июня 1954 года, Брюссель, Бельгия — 28 мая 2021 года, Реймс, Франция) — художник комиксов и автор ряда компьютерных игр. Наиболее известен как создатель приключенческой компьютерной игры Syberia.

## Биография
В 1974 году окончил Институт св. Луки в Брюсселе.
Один из ведущих европейских авторов, работающих в жанре графической новеллы. Был среди первых, кто начал раскрашивать свои картины с помощью компьютера. С 1996 года начал работать с трёхмерной графикой.
Впервые заявил о себе в мире компьютерных игр проектом Amerzone, получившим на фестивале Imagina’99 престижную премию PixelINA Award. Сокаль принимал участие во всех стадиях создания игры: отрисовке графики, создании диалогов и общем руководстве проектом. В ноябре 1999 года Сокаль опубликовал коллекцию набросков и эскизов к игре, озаглавив книгу «Свидетельства исследователя» (фр. Le testament de l’explorateur).
В 2001 году приступил к руководству новым проектом — компьютерной игрой Syberia, изданной в 2002 году компанией Microïds и получившей множество наград по всему миру.
В 2003 году Сокаль создал собственную компанию White Birds Productions, просуществовавшую до 2011 года. Ею были выпущены компьютерные игры Paradise (2006), Sinking Island (2007) и Nikopol: Secrets of the Immortals (2008).
В 2004 году увидело свет продолжение игры Syberia — квест Syberia II.
В апреле 2009 года было объявлено о начале работ над продолжением серии игр Syberia — квестом Syberia III, которая увидела свет лишь спустя 8 лет, в 2017 году.
В августе 2019 года была анонсирована четвёртая часть серии игр Syberia — квест Syberia: The World Before. В октябре 2020 года состоялся выпуск демоверсии и сообщено, что выход игры запланирован на 2021 год. 3 декабря 2021 года стало известно, что выпуск игры перенесён на 2022 год.
Бенуа Сокаль скончался 28 мая 2021 года в Реймсе после продолжительной болезни.

## Игры
- Amerzone (1999)
- Syberia (2002)
- Syberia II (2004)
- Paradise (2006)
- Sinking Island (2007)
- Nikopol: Secrets of the Immortals (2008)
- Syberia III (2017)
- Syberia: The World Before (2022)

## Награды
- 2006 — Орден Искусств и литературы[13]
- 2007 — Орден Леопольда II[14][15]

## Призы
- 1999 — Prix Pixel-INA (в категории «Games») на фестивале Imagina 99 festival, Монако[16]
- 2002 — GameSpy PC Adventure Game of the Year[17]
- 2003 — номинация на приз за лучшие диалоги на фестивале Angoulême International Comics Festival, Франция